# ロジャー・ボイル (第2代オーラリー伯爵)

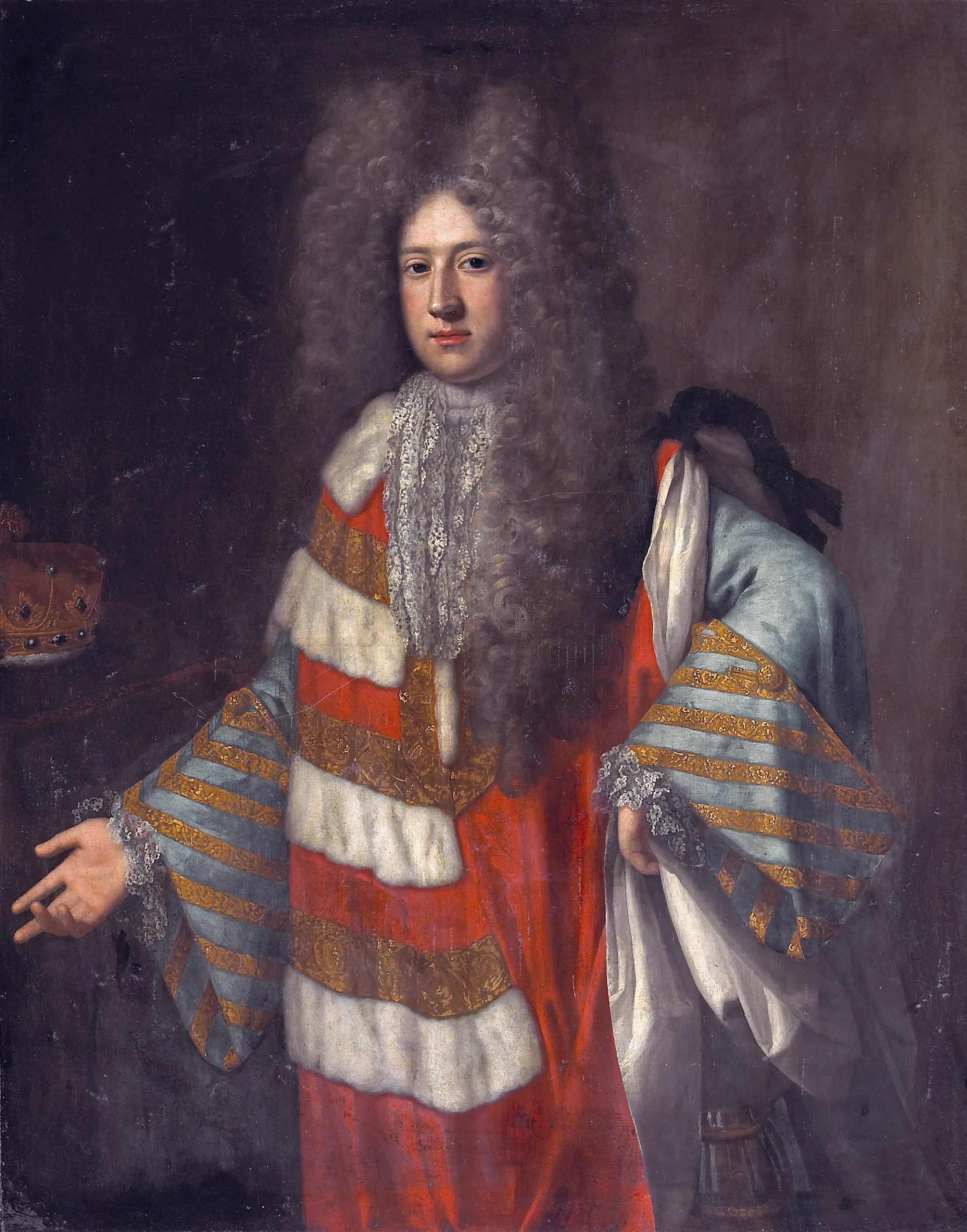
第2代オーラリー伯爵の肖像画、ギャレット・モーフィー作。

第2代オーラリー伯爵ロジャー・ボイル（1646年8月24日（洗礼日） - 1682年3月29日）は、アイルランド貴族、アイルランド庶民院議員。1660年から1679年までブロッグヒル男爵を儀礼称号として使用した。

## 生涯
初代オーラリー伯爵ロジャー・ボイルとマーガレット・ハワード（Margaret Howard）の息子として生まれ、1646年8月24日にダブリンで洗礼を受けた。
1665年、コーク・カウンティ選挙区の代表としてアイルランド庶民院議員を務めた。
1679年10月16日に父が死去すると、オーラリー伯爵の爵位を継承した。
1682年3月29日に死去、4月5日に埋葬された。長男ライオネルが爵位を継承した。

## 家族

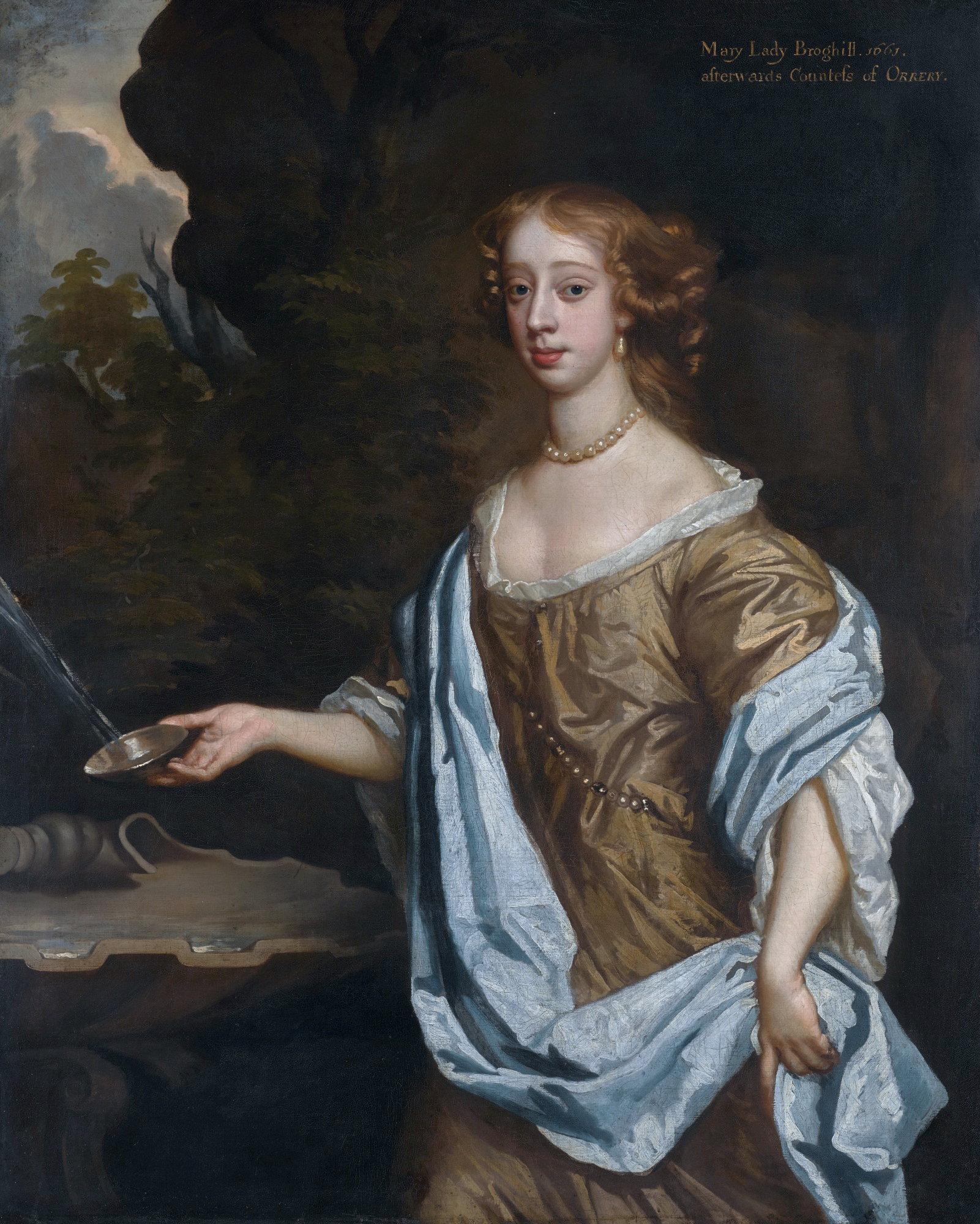
オーラリー伯爵夫人メアリー・サックヴィル

1665年2月6日、ロンドンでメアリー・サックヴィル（Mary Sackville、1648年2月14日（洗礼日） – 1710年11月4日、第5代ドーセット伯爵リチャード・サックヴィルの娘）と結婚、下記の子女を儲けた。
- メアリー - クロットワーシー・アップトン（Clotworthy Upton）と結婚
- ライオネル（1671年 – 1703年） - 第3代オーラリー伯爵
- チャールズ（1674年 – 1731年） - 第4代オーラリー伯爵